# Donghae-Welbeing-Reports-Town-Stadion
Das Donghae-Welbeing-Reports-Town-Stadion (kor. 동해웰빙레포츠타운), auch bekannt als Donghae-Stadion (kor. 동해종합경기장), ist ein Fußballstadion mit Leichtathletikanlage in der südkoreanischen Stadt Donghae, Gangwon-do. Errichtet wurde die Anlage 1993 und diente 2021 als Heimspielstätte von Gangwon FC II, welches in der K4 League spielt. Zum Stadium gehört ebenfalls eine Sporthalle für Indoor-Sportarten. Dort fand im November 2022 die Dreiband-Weltmeisterschaft statt.